# أوكاراتوزوماب
أوكاراتوزوماب هو جسم مضاد وحيد النسيلة مأنسن مصمم لعلاج بعض أنواع الأورام والأمراض المناعية.
تمت المرحلتين الأولى والثانية من التجارب السريرية في الولايات المتحدة واليابان لدراسة استخدامه في علاج الورم اللمفي العقدي وتجري حالياً المرحلة الثالثة. كما تجري المرحلة الأولى من التجارب السريرية لدراسة استخدامه في علاج التهاب المفاصل الروماتويدي.